# Schoonhoven
Schoonhoven – miasto i dawna gmina w Holandii, w prowincji Holandia Południowa.
W mieście rozgrywany jest corocznie turniej tenisowy rangi ITF o nazwie FOCUS Tennis Only Open.